# Спелта
Спелтата (Triticum spelta), в България наричана още шпелта и динкел, e вид древна пшеница. Била е основна храна в части на Близкия изток и Европа от Бронзовата епоха до Средновековието.
Днес се възприема като здравословна храна, тъй като има по-висок процент на белтъчини (протеини) от пшеницата, както и голямо количество растителни влакна, минерали и витамини. Има почти 2 пъти повече витамин А и витамини от група B, мазнини, фосфор и белтъчини. Съдържа глутен, при това в големи количества, но той е различен от този в обикновената пшеница, както като съотношение на глиадин и глутенин, така и като матрица на протеините, която е по-лесно разтворима във вода и съответно по-лесно усвоима от храносмилателната система .
Не приема торене (така не може да се увеличава добивът), не поема тежките метали, не се излющва – все причини, които ограничават комерсиалната й потребност. Брашното, получено от спелта, е фино, а приготвените с него хляб, бисквити и макаронени изделия имат приятен вкус.

## Окултурен вид на спелта
Triticum aestivum subsp. spelta е вид окултурена пшеница, отглеждана до средата на 20 век, след което напълно е изместена от хлебната пшеница. Вирее на сравнително по-плодородни почви. Напоследък е популярна в органичното земеделие, защото може да се отглежда в технология с по-малко добавени торове. Понася се по-добре от хора с хранителни алергии към пшеница, поради по малък на брой алергени.
Генетично възниква (първоначално) преди 9500 години в Близкия изток, като предхожда с малко появата на хлебната пшеница. Някои допускат, че европейската спелта е със самостоятелен произход и е произлязла от хлебната пшеница няколко хилядолетия по-късно.
Спелтата е хексаплоид 6n;
Продукти от спелта са: здравословно брашно от покълнали семена, едро смляно брашно както и булгур към хляб, т.нар. паста (пшенични варени кюфтета), бисквити, джин (Холандия), бира (Бавария), водка (Полша).